# سالاماندر
سالاماندر (باليابانية: 沙羅曼蛇) ، وتسمى في النسخة الأمريكية لايف فورس (قوة الحياة) (بالإنجليزية: LIFEFORCE)‏ ، هي لعبة فيديو إلكترونية من نوع شوتم أب ، صدرت سنة 1986م، وتعمل على عدة أنظمة التشغيل ومنها بلاي ستيشن 3 ونينتندو إنترتينمنت سيستم.

## وصلات خارجية
- Official Konami S!Appli website (باليابانية)
- Official Konami Download Service minisite (باليابانية)
- Official Nintendo Wii Virtual Console minisite (باليابانية)
- Official Nintendo 3DS eShop minisite (باليابانية)
- Official Nintendo Wii U Virtual Console Family Computer minisite (باليابانية)